# Gutshaus Stemmermühlen 21

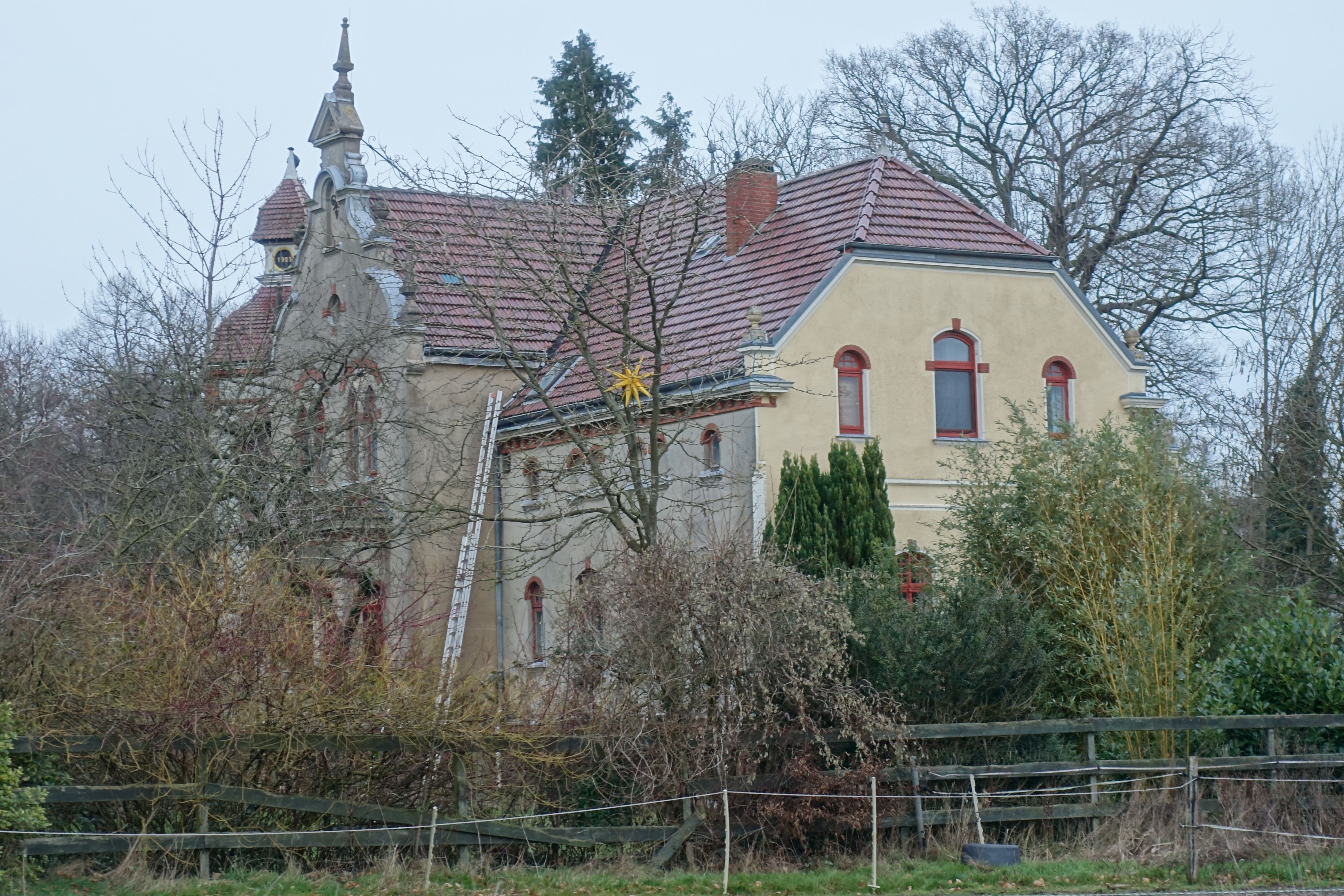
West- und Südfassade (2023)

Das Gutshaus Stemmermühlen 21 in der niedersächsischen Gemeinde Beverstedt, Ortsteil Kirchwistedt-Stemmermühlen, im Landkreis Cuxhaven, stammt vom Anfang des 20. Jahrhunderts. Aktuell (2024) wird es als Wohnhaus genutzt und das Gut landwirtschaftlich.
Das Gebäude steht unter Denkmalschutz (siehe auch Liste der Baudenkmale in Beverstedt).

## Geschichte und Beschreibung

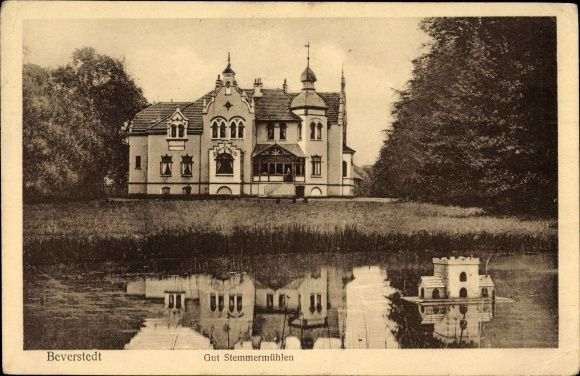
Nordfassade um 1910

Stemmermühlen war viele Jahrhunderte lang ein Vollhof und eine von der Lune angetriebene Wassermühle.
Das Rittergut Stemmermühlen bestand seit 1669. Es wurde 1893 von dem Bremer Kaufmann Gottlieb Rauch erworben, der sich hier ein neues Gutshaus baute. Rauch starb 1930 und sein Sohn  verkaufte es 1934 an die Hannoversche Siedlungsgesellschaft. Auf dem 393 Hektar großen Gut sollten unter Einbeziehung eines 120 ha großen Waldes 18 Bauern angesiedelt werden.
Das zweigeschossige zweiflügelige historisierende  verputzte Gutsgebäude auf Sockel mit ziegelgedeckten Krüppel- und Walmdächern wurde 1901 gebaut. Die differenzierten Fassaden im Stil der Neorenaissance haben rundbogige Öffnungen und zahlreiche übergiebelte Risalite.
Das Landesdenkmalamt befand u. a.: „… An der Erhaltung des Bauwerks besteht aus geschichtlichen und städtebaulichen Gründen wegen des orts-, bau- und kunstgeschichtlichen, gebäudetypischen, orts- und hofbildprägenden Zeugniswerts ein öffentliches Interesse. ….“